# 8 × 50 mm R Lebel
La 8 × 50 mm R Lebel o 8 mm Lebel è stata la prima cartuccia a polvere infume mai adottata dalle forze armate di un paese. Fu realizzata in Francia nel 1886 per strozzatura della cartuccia a polvere nera 11 mm Gras e rappresentò una rivoluzione nella tecnologia armiera. Fu anche la prima munizione a presentare una pallottola SPITZER e "boat tail", con la versione Balle D. Esistono due cartucce chiamate 8 mm Lebel, una per il fucile Lebel Modèle 1886 e una per il revolver St. Etienne 1892, la 8 × 27 mm. Si tratta di cartucce completamente diverse e non intercambiabili. Il termine "Lebel" per il revolver Mle 1892 e le sue munizioni non è mai stata usato dai militari francesi, ma è diventato informalmente accettato al di fuori della Francia, senza alcuna giustificazione reale.

## Descrizione
- Balle M: è la cartuccia originaria, progettata dal tenente colonnello Nicolas Lebel, caricata con una pallottola troncoconica da 15,0 g (232 grani), in piombo rivestito di cupro-nichel. La punta piatta del proiettile era pensata per un uso sicuro nel caricatore tubulare del fucile Lebel Modèle 1886. Il propellente era la Poudre B, la prima polvere infume basata sulla cellulosa sviluppata da Paul Vieille nel 1884.
- Balle D: la "Balle M" fu sostituita nel 1898 dalla "Balle D", costituita da un proiettile in ottone pieno da 12,8 g (198 grani) con punta spitzer e "boat tail". Esso forniva una traiettoria più piatta e migliorava le prestazioni a lungo raggio. Progettato nell'APX (Atelier de Puteaux) dal capitano Desaleux, la Balle D è stata la prima munizione con "boat tail" ad essere messa in servizio da un esercito.
- Balle D am: prodotta dal 1912, l'acronimo sta per "amorcage modifié" o innesco modificato. Infatti il primer era modificato per crimpatura per prevenirne l'espulsione quando la cartuccia viene sparata da una mitragliatrice. Era la cartuccia standard per tutte le armi lunghe in calibro 8 mm Lebel durante la prima guerra mondiale.
- Balle N: nel 1932, fu introdotta la "Balle N", caratterizzata da un'anima in piombo con camiciatura in acciaio, nichelata in cupro-nichel, profilo spitzer con "boat tail", del peso di 15,0 g (232 grani). La "Balle N" era quindi più pesante della "Balle D am" ed era stata progettata per migliorare le prestazioni a lungo raggio della mitragliatrice Hotchkiss Mle 1914, mentre nel corso degli anni '30 venne adottata anche sui fucili e le carabine Lebel Modèle 1886. Conversione di fucili calibro più Lebel e carabine al munizioni "N" è stata effettuata nel corso del 1930. Poiché oltre al peso, anche il profilo del colletto era leggermente aumentato, la "N" non doveva essere usata su armi che non avessero subito la rialesatura della camera di scoppio. Tali armi si distinguono per la N punzonata sulla canna, tra il castello e le mire posteriori. a meno che non abbia avuto la camera alesato ad accettare il collo più grande della cartuccia N. Tali armi sono stampigliati N sopra della canna, di fronte al ricevitore e dietro la vista posteriore
- Balle T: munizione tracciante, spitzer, in piombo incamiciato in alpacca.
- Balle P: munizione perforante.

Al fine di ospitare in modo sicuro i proiettili appuntiti (spitzer) all'interno del serbatoio tubolare del fucile Lebel, sul fondello, attorno alla capsula dell'innesco, è presente una scanalatura circolare, sia sulla "Balle D am" che sulla "N". Il ruolo di tale scanalatura circolare è ricevere la punta del proiettile che segue quando questo viene caricato all'interno del serbatoio. Inoltre, le "M" e le "D" sono dotate di capsule di percussione convesse, in modo da prevenire la percussione accidenteale all'interno del serbatoio.
Nonostante fosse rivoluzionario per l'epoca in termini di prestazioni balistiche, la 8 mm Lebel non era scevra di difetti. Creata per strozzatura del colletto del bossolo della munizione del Gras Mle 1874, presentava un disegno strano, con il diametro del fondello doppio rispetto a quello del colletto, conformazione che rendeva difficoltosa l'alimentazione di armi con caricatore lineare standard, come i fucili Berthier ed il fucile mitragliatore Chauchat (che infatti richiese un particolare caricatore semilunare). Inoltre le armi per la quale era stata progetta, quali i Berthier ed i Lebel, erano obsoleti già al tempo dell'introduzione della "Balle D", per non parlare di quella della "Balle N".
Nel 1929 le forze armate francesi introdussero la nuova munizione 7,5 × 54 mm French, rendendo la 8 mm Lebel obsoleta, anche se a causa delle difficoltà finanziarie e del disinteresse dei politici dopo la fine della prima guerra mondiale, l'adeguamento al nuovo calibro venne intrapreso poco prima della seconda guerra mondiale, con il fucile MAS 36, obbligando le forze armate ad utilizzare ancora le armi in 8 mm Lebel.

## Armi in calibro 8 mm Lebel

### Fucili
- Lebel Modèle 1886
- Berthier (fucile)
- Fusil Automatique Modèle 1917
- Gras Mle 1874

### Armi automatiche
- Hotchkiss Mle 1909
- Hotchkiss Mle 1914
- Chauchat
- Chauchat-Ribeyrolles 1918
- Saint-Étienne Mle 1907